# East Greenwich
East Greenwich ist eine Stadt und die Kreisstadt von Kent County, Rhode Island, Vereinigte Staaten. Es ist die wohlhabendste Stadt in Rhode Island. Das U.S. Census Bureau hat bei der Volkszählung 2020 eine Einwohnerzahl von 14.312 ermittelt.

## Geographie
Die Stadt liegt direkt westlich der Narragansett Bay am Südrand der Providence Metropolitan Area, eines Ballungsraumes an der Atlantikküste mit 1,5 Millionen Einwohnern rund um Providence, etwa 40 km südwestlich von Boston und 200 km nordöstlich von New York. Sie ist gut an den Straßenverkehr angebunden, neben einigen State Routes im und beim Stadtgebiet verläuft die Interstate 95 unmittelbar nördlich daran vorbei.
Im Norden der Stadt beginnt die dichte Bebauung der Metropolitan Area, ihr südliches und westliches Umland ist jedoch weitgehend dicht bewaldet, wenn auch zahlreiche Siedlungen in der unmittelbaren westlichen Umgebung von East Greenwich den Wald durchbrechen. Die Stadt besitzt mit der Bucht des Maskerchugg River einen natürlichen Hafen.

## Bevölkerung
Bei der Volkszählung 2000 wurden 12.948 Einwohner gezählt. Davon waren fast 96 % Weiße und 2,5 % Asiaten. Das Pro-Kopf-Einkommen betrug 38.593 US-Dollar; 4,7 % der Bevölkerung lebte unter der Armutsgrenze.

## Geschichte
Das Land der späteren Stadt war ursprünglich von den Pequot bewohnt. Karl II. erwarb das Land 1644 für die britische Krone. Die Stadt East Greenwich wurde 1677 gegründet und nach Greenwich, England benannt. Bis 1854 war East Greenwich eine der fünf Hauptstädte von Rhode Island. Die Generalversammlung, die sich in East Greenwich traf, verwendete das lokale Gerichtsgebäude, das heute das Rathaus ist. 
1775 wurde in East Greenwich mit der Entsendung von zwei bewaffneten Schiffen eine der frühesten amerikanischen offiziellen Abordnungen von Schiffen zum Schutz der Gewässer um Neuengland und zur Kaperung feindlicher Schiffe geschaffen. Dieser Verwaltungsakt des amerikanischen Kongresses wird als Geburtsstunde der United States Navy angesehen.

## Söhne und Töchter der Stadt
- Thomas Tillinghast (1742–1821), Jurist und Politiker
- Albert C. Greene (1792–1863), US-Senator für Rhode Island
- Donald Carcieri (* 1942), Gouverneur von Rhode Island
- Steven King (* 1969), Eishockeyspieler und -trainer